# Rivière Ticouapé
Pour les articles homonymes, voir Iroquois (homonymie).
La rivière Ticouapé  est un affluent du lac Saint-Jean coulant dans les MRC Maria-Chapdelaine et Domaine-du-Roy dans la région administrative de Saguenay–Lac-Saint-Jean (Québec, Canada).

## Géographie
La rivière coule sur environ 73 km jusqu'à son embouchure dans le lac Saint-Jean.
À partir du lac Long dans Saint-Thomas-Didyme elle coule vers le sud-est jusqu'à sa confluence avec la rivière aux Aulnes sur sa rive droite dans le nord-est de Normandin qu'elle délimite jusqu'à sa confluence rive gauche avec la rivière du Dix puis coule vers le sud jusqu'à son embouchure à Saint-Félicien.
À partir de l'embouchure de la rivière Ticouapé le courant traverse le lac Saint-Jean vers le sud-est, emprunte le cours de la rivière Saguenay et coule vers le sud-est jusqu'à Tadoussac où il rejoint l'estuaire du Saint-Laurent.
Le bassin versant de la rivière Ticouapé draine une superficie de 665 km2.

## Toponymie
Le toponyme « rivière Ticouapé » a été officialisé le 5 décembre 1968 à la Banque des noms de lieux de la Commission de toponymie du Québec.